# Стефан Попиванов
Стефан Попиванов, в СССР наречен Македонович (на руски: Стефан Поп-Иванов Македонович) е български просветен деец и активист на БРСДП (т.с.), ЮКП и ВМРО (обединена). Убит е в Москва по време на Сталинистките чистки през 1930 г. Баща е на комунистическите деятели Малина Попиванова и Цеко Попиванов.

## Биография
Стефан Попиванов е роден на 17 юли 1875 година в Кочани, тогава в Османската империя. Основното си образование получава в родния град, после учи в четирикласното училище в Скопие, а накрая в 1894 година завършва с шестия випуск педагогическите курсове на Солунската българска мъжка гимназия. От 1897 до 1899 г. Стефан Попиванов работи като учител в гимназията в Солун, където всъщност започва истинската революционна дейност. През 1899 година се включва в работата на гемиджиите в града, като попада под влиянието на анархистките идеи. В 1902 година завършва философия и педагогия в Софийския университет. Арестуван е в Солун след извършването на Солунските атентати през 1903 год. От 1903 до 1905 година работи като учител в Скопие. През 1905 година участва в създаването на революционен кръжок към Скопското българско педагогическо училище, след разкритие на тайната му дейност бяга в България. През 1908 г. Попиванов става член на БРСДП (т.с.) и оперира в Софийска област. След Младотурската революция в 1908 година се връща в Османската империя и става деец на Съюза на българските конституционни клубове, като е избран за делегат на техния Учредителен конгрес от Кочани. След като през 1910 младотурците започват репресии се връща в България.
Заради участие в антивоенни демонстрации през 1919 година е арестуван от полицията в София и е затворен заедно дъщеря си Малина и синовете си Цеко и Иван за подривна дейност. Като член на левосектантската фракция, той е изключен от партията. По негова инициатива в Пещера, левосектантите решават да се образува нелегална чета за терористични действия срещу правителството. Така е създадена т. нар. Пещерска анархо-комунистическа чета, в която той участва и която е замесена в убийството на министър Михаил Такев. След като е преследван от полицията, през 1920 година Попиванов забягва в Белград в новосформираното Кралство СХС, където се включва в дейността на Югославската комунистическа партия. Участва в подготовката на неуспешния атентат на Спасое Стоич срещу Александър Караджорджевич. През 1921 година е избран за отговорник на ЮКП за Вардарска Македония, длъжност която заема до 1924 година. Участва във формирането на местния комитет на партията в Скопие през 1921 година, а през 1923 година и на комитетите в Куманово, Щип, Прилеп, Битоля, Тетово, Кавадарци и Гевгели. Между 9 и 12 май 1923 година участва на втората конференция на ЮКП, а след това за кратко е член на Политбюро на ЦК на ЮКП. През 1926 година участва във формирането на комитети на ВМРО (обединена) във Вардарска Македония.
През 1929 година напуска Кралска Югославия и се установява в Съветския съюз. На 1 октомври е арестуван в Москва при сталинистките чистки. Осъден е на 3 март 1930 година с обвинения в шпионаж и е разстрелян на 6 март в московските гробища. На 28 октомври 1963 година с решение на Военната колегия на Върховния съвет на СССР заедно с дъщеря си Малина Попиванова е реабилитиран. Негов син е и Цеко Попиванов.